# Ivy Bridge
Ivy Bridge é o codinome da terceira geração de processadores Intel Core com processo de fabricação de 22 nm para computadores e dispositivos móveis, fabricados entre 2012 e 2014. Inaugurando os transistores Tri-gate "3-D" da Intel, os processadores Ivy Bridge são compatíveis com o soquete da geração anterior Sandy Bridge, bastando apenas uma atualização da BIOS da placa-mãe.

## Características[2]
- Processo de fabricação de 22 nm
- Transistor Tri-gate (50% de aumento na performance sem aumentar o consumo em comparação com o tradicional transistor plano).
- Suporte ao PCI Express 3.0.
- Multiplicador máximo de 63 (57 nos Sandy Bridge).
- Suporte a memórias DDR3 de 2800 MHz.
- Suporte a DDR3L (memórias de baixo consumo para notebooks)
- Intel HD Graphics 2500/4000 com suporte a DirectX 11, OpenGL 3.1 e OpenCL 1.1
- Intel Quick Sync Video (aprimorado)

## Lista de processadores

### Versões para desktop
| Mercado alvo | Núcleos (Threads) | Processador Marca e Modelo | Processador Marca e Modelo | Relógio da CPU | Relógio da CPU | Relógio dos gráficos | Relógio dos gráficos | Cache L3 | TDP  | Trimestre de lançamento | Preço (Dólar) | Placa-mãe | Placa-mãe         | Placa-mãe                  |
| Mercado alvo | Núcleos (Threads) | Processador Marca e Modelo | Processador Marca e Modelo | Normal         | Turbo          | Normal               | Turbo                | Cache L3 | TDP  | Trimestre de lançamento | Preço (Dólar) | Soquete   | Interface         | Memória                    |
| ------------ | ----------------- | -------------------------- | -------------------------- | -------------- | -------------- | -------------------- | -------------------- | -------- | ---- | ----------------------- | ------------- | --------- | ----------------- | -------------------------- |
| Performance  | 4 (8)             | Core i7                    | 3770K                      | 3,5 GHz        | 3,9 GHz        | 650 MHz              | 1,15 GHz             | 8 MB     | 77 W | 2.º tri. de 2012        | $342          | LGA 1155  | DMI 2.0 PCIe 3.0∗ | Dual channel até DDR3-1600 |
| Performance  | 4 (8)             | Core i7                    | 3770                       | 3,4 GHz        | 3,9 GHz        | 650 MHz              | 1,15 GHz             | 8 MB     | 77 W | 2.º tri. de 2012        | $305          | LGA 1155  | DMI 2.0 PCIe 3.0∗ | Dual channel até DDR3-1600 |
| Performance  | 4 (8)             | Core i7                    | 3770S                      | 3,1 GHz        | 3,9 GHz        | 650 MHz              | 1,15 GHz             | 8 MB     | 65 W | 2.º tri. de 2012        | $305          | LGA 1155  | DMI 2.0 PCIe 3.0∗ | Dual channel até DDR3-1600 |
| Performance  | 4 (8)             | Core i7                    | 3770T                      | 2,5 GHz        | 3,7 GHz        | 650 MHz              | 1,15 GHz             | 8 MB     | 45 W | 2.º tri. de 2012        | —             | LGA 1155  | DMI 2.0 PCIe 3.0∗ | Dual channel até DDR3-1600 |
| Mainstream   | 4 (4)             | Core i5                    | 3570K                      | 3,4 GHz        | 3,8 GHz        | 650 MHz              | 1,15 GHz             | 6 MB     | 77 W | 2.º tri. de 2012        | $235          | LGA 1155  | DMI 2.0 PCIe 3.0∗ | Dual channel até DDR3-1600 |
| Mainstream   | 4 (4)             | Core i5                    | 3570                       | 3,4 GHz        | 3,8 GHz        | 650 MHz              | 1,15 GHz             | 6 MB     | 77 W | 2.º tri. de 2012        | $213          | LGA 1155  | DMI 2.0 PCIe 3.0∗ | Dual channel até DDR3-1600 |
| Mainstream   | 4 (4)             | Core i5                    | 3570S                      | 3,1 GHz        | 3,8 GHz        | 650 MHz              | 1,15 GHz             | 6 MB     | 65 W | 2.º tri. de 2012        | —             | LGA 1155  | DMI 2.0 PCIe 3.0∗ | Dual channel até DDR3-1600 |
| Mainstream   | 4 (4)             | Core i5                    | 3570T                      | 2,3 GHz        | 3,3 GHz        | 650 MHz              | 1,15 GHz             | 6 MB     | 45 W | 2.º tri. de 2012        | —             | LGA 1155  | DMI 2.0 PCIe 3.0∗ | Dual channel até DDR3-1600 |
| Mainstream   | 4 (4)             | Core i5                    | 3550                       | 3,3 GHz        | 3,7 GHz        | 650 MHz              | 1,15 GHz             | 6 MB     | 77 W | 2.º tri. de 2012        | $213          | LGA 1155  | DMI 2.0 PCIe 3.0∗ | Dual channel até DDR3-1600 |
| Mainstream   | 4 (4)             | Core i5                    | 3550S                      | 3,0 GHz        | 3,7 GHz        | 650 MHz              | 1,15 GHz             | 6 MB     | 65 W | 2.º tri. de 2012        | $197          | LGA 1155  | DMI 2.0 PCIe 3.0∗ | Dual channel até DDR3-1600 |
| Mainstream   | 4 (4)             | Core i5                    | 3475S                      | 2,9 GHz        | 3,6 GHz        | 650 MHz              | 1,1 GHz              | 6 MB     | 65 W | 2.º tri. de 2012        | —             | LGA 1155  | DMI 2.0 PCIe 3.0∗ | Dual channel até DDR3-1600 |
| Mainstream   | 4 (4)             | Core i5                    | 3470                       | 3,2 GHz        | 3,6 GHz        | 650 MHz              | 1,1 GHz              | 6 MB     | 77 W | 2.º tri. de 2012        | —             | LGA 1155  | DMI 2.0 PCIe 3.0∗ | Dual channel até DDR3-1600 |
| Mainstream   | 4 (4)             | Core i5                    | 3470S                      | 2,9 GHz        | 3,6 GHz        | 650 MHz              | 1,1 GHz              | 6 MB     | 65 W | 2.º tri. de 2012        | —             | LGA 1155  | DMI 2.0 PCIe 3.0∗ | Dual channel até DDR3-1600 |
| Mainstream   | 2 (4)             | Core i5                    | 3470T                      | 2,9 GHz        | 3,6 GHz        | 650 MHz              | 1,1 GHz              | 3 MB     | 35 W | 2.º tri. de 2012        | $184          | LGA 1155  | DMI 2.0 PCIe 3.0∗ | Dual channel até DDR3-1600 |
| Mainstream   | 4 (4)             | Core i5                    | 3450                       | 3,1 GHz        | 3,5 GHz        | 650 MHz              | 1,1 GHz              | 6 MB     | 77 W | 2.º tri. de 2012        | $195          | LGA 1155  | DMI 2.0 PCIe 3.0∗ | Dual channel até DDR3-1600 |
| Mainstream   | 4 (4)             | Core i5                    | 3450S                      | 2,8 GHz        | 3,5 GHz        | 650 MHz              | 1,1 GHz              | 6 MB     | 65 W | 2.º tri. de 2012        | $195          | LGA 1155  | DMI 2.0 PCIe 3.0∗ | Dual channel até DDR3-1600 |
| Mainstream   | 4 (4)             | Core i5                    | 3350P                      | 3,1 GHz        | 3,3 GHz        | —                    | —                    | 6 MB     | 69 W | 3.º tri. de 2012        | $177          | LGA 1155  | DMI 2.0 PCIe 3.0∗ | Dual channel até DDR3-1600 |
| Mainstream   | 4 (4)             | Core i5                    | 3340                       | 3,1 GHz        | 3,3 GHz        | 650 MHz              | 1,05 GHz             | 6 MB     | 77 W | 3.º tri. de 2013        | $187          | LGA 1155  | DMI 2.0 PCIe 3.0∗ | Dual channel até DDR3-1600 |
| Mainstream   | 4 (4)             | Core i5                    | 3340S                      | 2,8 GHz        | 3,3 GHz        | 650 MHz              | 1,05 GHz             | 6 MB     | 65 W | 3.º tri. de 2013        | $187          | LGA 1155  | DMI 2.0 PCIe 3.0∗ | Dual channel até DDR3-1600 |
| Mainstream   | 4 (4)             | Core i5                    | 3330                       | 3,0 GHz        | 3,2 GHz        | 650 MHz              | 1,05 GHz             | 6 MB     | 77 W | 3.º tri. de 2012        | $182          | LGA 1155  | DMI 2.0 PCIe 3.0∗ | Dual channel até DDR3-1600 |
| Mainstream   | 4 (4)             | Core i5                    | 3330S                      | 2,7 GHz        | 3,2 GHz        | 650 MHz              | 1,05 GHz             | 6 MB     | 65 W | 3.º tri. de 2012        | —             | LGA 1155  | DMI 2.0 PCIe 3.0∗ | Dual channel até DDR3-1600 |
| Mainstream   | 2 (4)             | Core i3                    | 3250                       | 3,5 GHz        | —              | 650 MHz              | 1,05 GHz             | 3 MB     | 55 W | 2.º tri. de 2013        | $117          | LGA 1155  | DMI 2.0 PCIe 2.0∗ | Dual channel até DDR3-1600 |
| Mainstream   | 2 (4)             | Core i3                    | 3250T                      | 3,0 GHz        | —              | 650 MHz              | 1,05 GHz             | 3 MB     | 35 W | 2.º tri. de 2013        | —             | LGA 1155  | DMI 2.0 PCIe 2.0∗ | Dual channel até DDR3-1600 |
| Mainstream   | 2 (4)             | Core i3                    | 3245                       | 3,4 GHz        | —              | 650 MHz              | 1,05 GHz             | 3 MB     | 55 W | 2.º tri. de 2013        | $144          | LGA 1155  | DMI 2.0 PCIe 2.0∗ | Dual channel até DDR3-1600 |
| Mainstream   | 2 (4)             | Core i3                    | 3240                       | 3,4 GHz        | —              | 650 MHz              | 1,05 GHz             | 3 MB     | 55 W | 3.º tri. de 2012        | $117          | LGA 1155  | DMI 2.0 PCIe 2.0∗ | Dual channel até DDR3-1600 |
| Mainstream   | 2 (4)             | Core i3                    | 3240T                      | 2,9 GHz        | —              | 650 MHz              | 1,05 GHz             | 3 MB     | 35 W | 3.º tri. de 2012        | $117          | LGA 1155  | DMI 2.0 PCIe 2.0∗ | Dual channel até DDR3-1600 |
| Mainstream   | 2 (4)             | Core i3                    | 3225                       | 3,3 GHz        | —              | 650 MHz              | 1,05 GHz             | 3 MB     | 55 W | 3.º tri. de 2012        | $134          | LGA 1155  | DMI 2.0 PCIe 2.0∗ | Dual channel até DDR3-1600 |
| Mainstream   | 2 (4)             | Core i3                    | 3220                       | 3,3 GHz        | —              | 650 MHz              | 1,05 GHz             | 3 MB     | 55 W | 3.º tri. de 2012        | $117          | LGA 1155  | DMI 2.0 PCIe 2.0∗ | Dual channel até DDR3-1600 |
| Mainstream   | 2 (4)             | Core i3                    | 3220T                      | 2,8 GHz        | —              | 650 MHz              | 1,05 GHz             | 3 MB     | 35 W | 3.º tri. de 2012        | $117          | LGA 1155  | DMI 2.0 PCIe 2.0∗ | Dual channel até DDR3-1600 |
| Mainstream   | 2 (4)             | Core i3                    | 3210                       | 3,2 GHz        | —              | 650 MHz              | 1,05 GHz             | 3 MB     | 55 W | 1.º tri. de 2013        | $117          | LGA 1155  | DMI 2.0 PCIe 2.0∗ | Dual channel até DDR3-1600 |

∗ Requer uma placa-mãe compatível.
Legenda:
- K - Desbloqueado (Multiplicador desbloqueado até 63)
- S - Desempenho otimizado (baixa potência até 65W TDP)
- T - Uso de energia otimizado (baixa potência com 35-45W TDP)

### Processadores móveis
| Mercado alvo | Núcleos (Threads) | Processador Marca e Modelo | Processador Marca e Modelo | TDP ajustável | TDP ajustável | TDP ajustável | CPU Turbo | Gráficos Clock | Gráficos Clock | Cache L3 | Lançamento data | Preço (Dólar) |
| Mercado alvo | Núcleos (Threads) | Processador Marca e Modelo | Processador Marca e Modelo | cTDP down     | TDP nominal   | cTDP up       | 1-núcleo  | Normal         | Turbo          | Cache L3 | Lançamento data | Preço (Dólar) |
| ------------ | ----------------- | -------------------------- | -------------------------- | ------------- | ------------- | ------------- | --------- | -------------- | -------------- | -------- | --------------- | ------------- |
| Performance  | 4 (8)             | Core i7                    | 3632QM                     | 35W/?GHz      | 35W / 2.2 GHz | 35W / ?GHz    | 3.2 GHz   | 650 MHz        | 1200mhZ        | 6 MB     | 2012-4-29       | OEM           |
| Performance  | 4 (8)             | Core i7                    | 3920XM                     | 45W / ?GHz    | 55W / 2.9 GHz | 65W / ?GHz    | 3.8 GHz   | 650 MHz        | 1300 MHz       | 8 MB     | 2012-4-29       | $1096         |
| Performance  | 4 (8)             | Core i7                    | 3820QM                     | —             | 45W / 2.7 GHz | —             | 3.7 GHz   | 650 MHz        | 1250 MHz       | 8 MB     | 2012-4-29       | $568          |
| Performance  | 4 (8)             | Core i7                    | 3720QM                     | —             | 45W / 2.6 GHz | —             | 3.6 GHz   | 650 MHz        | 1250 MHz       | 6 MB     | 2012-4-29       | $378          |
| Performance  | 4 (8)             | Core i7                    | 3615QM                     | —             | 45W / 2.3 GHz | —             | 3.3 GHz   | 650 MHz        | 1200 MHz       | 6 MB     | 2012-4-29       | OEM           |
| Performance  | 4 (8)             | Core i7                    | 3612QM                     | —             | 35W / 2.1 GHz | —             | 3.1 GHz   | 650 MHz        | 1100 MHz       | 6 MB     | 2012-4-29       | OEM           |
| Performance  | 4 (8)             | Core i7                    | 3610QM                     | —             | 45W / 2.3 GHz | —             | 3.3 GHz   | 650 MHz        | 1100 MHz       | 6 MB     | 2012-4-29       | OEM           |
| Mainstram    | 2 (4)             | Core i7                    | 3667U                      | 14W / ?GHz    | 17W / 2.0 GHz | 25W / 2.5 GHz | 3.2 GHz   | 350 MHz        | 1150 MHz       | 4 MB     | June 2012       | $             |
| Mainstram    | 2 (4)             | Core i7                    | 3517U                      | 14W / ?GHz    | 17W / 1.9 GHz | 25W / 2.4 GHz | 3.0 GHz   | 350 MHz        | 1150 MHz       | 4 MB     | June 2012       | OEM           |
| Mainstram    | 2 (4)             | Core i7                    | 3520M                      | —             | 35W / 2.9 GHz | —             | 3.6 GHz   | 650 MHz        | 1250 MHz       | 4 MB     | June 2012       | $             |
| Mainstram    | 2 (4)             | Core i5                    | 3360M                      | —             | 35W / 2.8 GHz | —             | 3.5 GHz   | 650 MHz        | 1200 MHz       | 3 MB     | June 2012       | $             |
| Mainstram    | 2 (4)             | Core i5                    | 3320M                      | —             | 35W / 2.6 GHz | —             | 3.3 GHz   | 650 MHz        | 1200 MHz       | 3 MB     | June 2012       | $             |
| Mainstram    | 2 (4)             | Core i5                    | 3427U                      | 14W / ?GHz    | 17W / 1.8 GHz | 25W / 2.3 GHz | 2.8 GHz   | 350 MHz        | 1150 MHz       | 3 MB     | June 2012       | $             |
| Mainstram    | 2 (4)             | Core i5                    | 3317U                      | 14W / ?GHz    | 17W / 1.7 GHz | —             | 2.6 GHz   | 350 MHz        | 1050 MHz       | 3 MB     | June 2012       | OEM           |
| Mainstram    | 2 (4)             | Core i3                    | 3217U                      | 14W / ?GHz    | 17W / 1.8 GHz | —             | —         | 350 MHz        | 1050 MHz       | 3 MB     | June 2012       | OEM           |
| Mainstram    | 2 (4)             | Core i3                    | 3317U                      | 14W / ?GHz    | 17W / 1.7 GHz | —             | —         | 350 MHz        | 1050 MHz       | 3 MB     | June 2012       | OEM           |

- M - Processador móvel
- Q - Quad-core
- U - Baixa potência
- X - 'Extremo'

## Haswell
Intel demonstrou a arquitetura Haswell em setembro de 2011, com lançamento previsto para 2013 como o sucessor para os Sandy Bridge e os Ivy Bridge.